# Paramacraspis hemichlora
Paramacraspis hemichlora är en skalbaggsart som beskrevs av François Louis Nompar de Caumont de Laporte 1840. Paramacraspis hemichlora ingår i släktet Paramacraspis och familjen Rutelidae. Inga underarter finns listade i Catalogue of Life.